# كأس ديفيز 1950
كأس ديفيز 1950 هو الموسم 39 من  كأس ديفيز. فاز فيه منتخب أستراليا لكأس ديفيز.